# Fernand Gignac
Fernand Gignac (né Joseph Charles Fernand Gignac le 23 mars 1934, à Montréal, - mort le 18 août 2006, à Montréal) est un chanteur, comédien et interprète québécois. 
Il personnifie, par ses chansons et son humour, l'ancienne génération d'artistes québécois crooners. Il compte, depuis les années 1950, parmi les chanteurs québécois les plus populaires. En plus de cinquante ans de carrière, il possède un palmarès éloquent : 31 albums et 75 45 tours par minute, chansons, c'est un record canadien pour un interprète. Fernand Gignac a présenté des milliers de spectacles, vendu six millions d'albums, du 78 tours à l'enregistrement numérique et inscrit au patrimoine de la culture québécoise plusieurs succès majeurs tels le romantique Donnez-moi des roses (1962) et le nostalgique Le temps qu'il nous reste en 1978.

## Biographie
Fernand Gignac est né à Montréal en 1934. Son père, Alphonse Gignac, cordonnier, et sa mère, Évangéline Garneau, habitaient la paroisse St-Denis dans le secteur du Plateau Mont-Royal. Il commence sa carrière à l'âge de 14 ans. Il étudie le chant et le piano puis obtient un diplôme d'art dramatique au Conservatoire Lassalle. Cependant son premier 45 tours ne sortira qu'en 1957 Je n'ai fait que passer sous étiquette Fleur-de-Lys. À compter de 1960, Fernand Gignac se fait connaître d'un vaste public en devenant le chanteur attitré de l'émission Le club des autographes à la télévision de Radio-Canada. Il accumule les succès sur disques La fille de la forêt, Le maître de tes yeux, Do ré mi fa et surtout Donnez-moi des roses. En 1964, pendant que ses chansons La montagne des amoureux et Le train des amoureux sont aux sommets des palmarès du Québec, Fernand Gignac est élu Monsieur Radio-Télévision au Gala des artistes.
En 1965, il reçoit le trophée du meilleur interprète au Festival du disque pour La chanson d'Orphée. Il donne également dans la même année, un récital à la Place des Arts de Montréal. Le succès de Fernand Gignac se maintient pendant les années 1960 avec Des œillets blancs, Ne pleure pas, La chanson de Lara et Honolulu.

### Sa carrière

#### Les débuts
Il commença sa carrière de chanteur à un très jeune âge dans le réseau des clubs (cabarets) après avoir remporté un concours amateur au cabaret Au Faisan Doré à Montréal (dont le jury était Jacques Normand, Jean Rafa, Pierre Roche et Charles Aznavour).
C’est en 1943 à l’âge de 9 ans que Fernand Gignac remporte la première place au concours d’amateurs « Les talents de chez nous » à Radio-Canada. Il a fêté en 2003, 60 ans de carrière.

### Vie privée
Il est le père de Louis, Benoit, Isabelle, Alain et François Gignac. Il est le grand-père de Philippe, Vincent, William, Laurent, Arthur, Camille, Jhan et Florence Gignac. Il a également des arrière petits enfants qui sont Jérôme, Mathieu, Thalie, Romi, Maddox, Maxime et Arnaud Gignac.

### Décès
Le 18 août 2006, Fernand Gignac meurt à l'Hôpital Saint-Luc de Montréal de complications dues à une hépatite.

## Son œuvre

### Le style
Style simple, naïf, humble, romantique, personnel.

## Controverses
- Michel Courtemanche, Gala des Oliviers
- Style parodié à de nombreuses reprises

## Chansons emblématiques
Donnez-moi des roses et Le temps qu'il nous reste sont probablement ses deux chansons les plus connues et appréciées du public. Il interpréta magnifiquement bien le célèbre Minuit Chrétiens.

## Discographie
- 1959 : Monsieur Juke-box, Vol. 1 et 2 (Fleur-de-Lys)
- 1960 : Chantons tous en cœur avec Fernand Gignac (Fleur-de-Lys)
- 1960 : Fernand Gignac (Fleur-de-Lys)
- 1960 : Noël avec Fernand Gignac et ses invités (Fleur-de-Lys)
- 1961 : Fernand Gignac (Trans-Canada)
- 1962 : Voulez-vous que... (Trans-Canada)
- 1963 : La Montagne des amoureux (Trans-Canada)
- 1964 : Récital Fernand Gignac (Trans-Canada)
- 1965 : Fernand Gignac à la Place des Arts (Trans-Canada)
- 1967 : L'amour, c'est ma chanson (Trans-Canada)
- 1968 : Mille mandolines (Trans-Canada)
- 1969 : Album souvenir (Trans-Canada)
- 1969 : Le 5 à 6 (Trans-Canada)
- 1970 : Il y a si longtemps (Trans-Canada)
- 1971 : Indiscutablement (Trans-Canada)
- 1973 : 21 disques d'or (Archives du disque québécois)
- 1973 : C'était l'bon temps, Vol. 1 et 2 (RCA Victor)
- 1975 : Fernand Gignac en spectacle (RCA Victor)
- 1976 : Une mère c'est l'amour (45 Tours) - auteur-compositeur : François Bernard
- 1976 : Noël d’antan (Bonanza)
- 1977 : Donnez-moi des roses (Sono Disques)
- 1978 : Chants de Noël à l'Oratoire (Disques No. 1)
- 1980 : Notre vie à deux (Disques Martin)
- 1981 : Bouquet de roses (La Roseraie)
- 1982 : En toute intimité (La Roseraie)
- 1983 : Fernand Gignac et le Ballroom Orchestra (Polygram)
- 1988 : Fernand Gignac chante les grands thèmes - Théo et Antoinette (Disques Diva)
- 1989 : Vous souvenez-vous de...' (Disques Diva)
- 1992 : Les Grandes Chansons de Noël (Les Productions Guy Cloutier)
- 1993 : Grands Succès, Vol. 1 et 2 (Disques Mérite)
- 1995 : Les Plus Belles Mélodies de notre époque (Disques Mérite)
- 1995 : Tendrement vôtre (Supra Classics)
- 1999 : 20 grandes chansons d'amour (Disques Mérite)
- 1999 : Invitation à la danse (Disques Mérite)
- 1999 : Fernand Gignac chante pour l'âge d'or, Vol. 1 et 2 (Disques Mérite)
- 2001 : Fernand Gignac chante Noël (Guy Cloutier Communications)
- 2004 : Souvenirs, Vol. 1, 2, 3 et 4 (Disques Tricycle)
- 2006 : Souvenirs de Noël (Disques Helena)

## Autres activités

### Comédien
Il a campé le rôle d'Ephrem Laperle dans la comédie de situation Symphorien. Son personnage contait toujours mal ou à l'envers, les blagues de Symphorien, joué par Gilles Latulippe. Ce fut son premier grand rôle à la télévision. Il a également joué le rôle de Marcel-Marie Moineau, un chauffeur de taxi, dans le téléroman Les Moineau et les Pinson, écrit par Georges Dor.

## Filmographie

### Télévision
- Le 5 à 6 (1967-69, émission de variétés).
- Le Zoo du Capitaine Bonhomme (1968)
- Symphorien (1970-1977)
- 1976 - 1977: Pour tout l'monde (série TV): Le mousse
- Journal en images froides (1978)
- 1980-1981 À la bonne franquette (série TV) : animateur
- 1981 L'ArtiShow (série TV) : coanimateur
- Les Moineau et les Pinson (1982-1985)
- Entre chien et loup (1984-1992)
- La montagne du Hollandais (1992)

vers 1974-1980 C'était le bon temps (émission musicale du dimanche matin diffusée sur TVA).

### Cinéma
- Le p'tit vient vite de Louis-Georges Carrier (1972)
- Pousse mais pousse égal de Denis Héroux(1975)
- Contrecœur de Jean-Guy Noël (1980)